# Sialosquese
Sialosquese, em gastroenterologia, é um sinal clínico caracterizado pela diminuição ou ausência da saliva.